# Спиллейн, Микки
Микки Спиллейн (англ. Frank Morrison Spillane; Фрэнк Моррисон Спиллейн, 9 марта 1918 — 17 июля 2006) — американский писатель, автор популярных произведений в жанре «крутой детектив». Написал более 20 романов тиражом более 140 млн экземпляров.

## Биография
Спиллейн родился 9 марта 1918 года в Бруклине (Нью-Йорк). Во время Второй мировой войны служил в авиации.
Свою писательскую карьеру он начинал как автор текстов для комиксов. Первый роман «Суд — это я» Спиллейн опубликовал в 1946 году. Героем этой и ещё двенадцати книг стал частный детектив Майк Хаммер, один из самых популярных персонажей массовой культуры. Романы Спиллейна многократно экранизировались в кино и на телевидении.
Спиллейн сам сыграл роль детектива в кино (Кольцо страха / Ring of Fear, 1954). Классикой стали фильмы по его новеллам, включая «Kiss Me Deadly» (1955) и «The Girl Hunters» (1963), с его же участием. В фильме «The Girl Hunters» Спиллейн сыграл своего героя Майка Хаммера. Это один из редчайших случаев в истории, когда автор играет роль созданного им героя. Появлялся он и в роли писателя в телесериале «Коломбо» (эпизод «Publish or Perish»).
Огромный успех Спиллейна обычно приписывают удачной смеси его грубоватого языка, жёсткости персонажей и обилию эротических сцен. Его книги, как сказал другой автор детективов Рэймонд Чандлер, можно называть «смесью насилия и неприкрытой порнографии». Тем не менее, он стал классиком жанра.

## Личная жизнь
Первой женой Спиллейна стала Мэри Энн Пирс, в браке родилось четверо детей.
В 1965 году Спиллейн второй раз женился. Его избранницей стала Шерри Мэлину (Sherri Malinou), фотомодель, которая позировала в откровенной позе на обложке его книги 1972 года «The Erection Set», посвящённой ей. Они развелись в 1984 году.
Третьей женой стала Джейн Роджерс Джонсон, которая была на 30 лет его моложе.
Спиллейн с 1950-х годов сотрудничал с организацией «Свидетели Иеговы», в том числе в качестве миссионера.
Спиллейн умер на 89-м году жизни в своём доме в Чарлстоне, штат Южная Каролина 17 июля 2006 года от рака.

### Серия оМайке Хаммере
| Год  | Оригинальное название | Русский перевод | Жанр  |
| ---- | --------------------- | --- | ----- |
| 1947 | I, the Jury           | Суд — это я / Я — суд / Я сам — суд / Я сам — свой суд / Я сам вершу суд / Я сам вершу свой суд / Суд вершу я / Я — правосудие / Этот крутой парень | Роман |
| 1950 | My Gun is Quick       | Мой револьвер быстр / Один против стаи / Стервятник / Однажды в Нью-Йорке / Не убежишь / Финней / …и аз воздам | Роман |
| 1950 | Vengeance is Mine!    | Месть — моё личное дело / Месть — моё право / Месть — это личное дело! / Месть — моё ремесло / Месть принадлежит мне / Я отомщу! / Найти убийцу друга | Роман |
| 1951 | One Lonely Night      | Ночь одиночества / Одна одинокая ночь / Одинокой ночью / День одиночества | Роман |
| 1951 | The Big Kill          | Большое убийство / Большая охота / Большая резня / Большой куш / Кровавый круг / Очередь для убийства / Я отомщу за тебя, бэби | Роман |
| 1952 | Kiss Me Deadly        | Целуй меня насмерть / Целуй меня страстно / Поцелуй меня страстно / Поцелуй меня перед смертью / Поцелуй меня, дьявол / Поцелуй меня, Сатана! / Смертельный поцелуй / Охотник за убийцами / Путь к сердцу мужчины / Пассажирка с ночного шоссе / Пешки вышли из игры | Роман |
| 1962 | The Girl Hunters      | Охотники за девушками / Охотники за девушкой / Возвращение к жизни | Роман |
| 1964 | The Snake             | Змея / Тень змеи / Отмщение | Роман |
| 1966 | The Twisted Thing     | Тварь / Извращённая штучка | Роман |
| 1967 | The Body Lovers       | Любители тел / Любители тела / Танец над кобрами / Так много трупов | Роман |
| 1970 | Survival… Zero!       | Шанс выжить — ноль / Шансов выжить — ноль / Без видимых причин / 20 контейнеров смерти | Роман |
| 1989 | The Killing Man       | Убийца | Роман |
| 1996 | Black Alley           | Чёрная аллея | Роман |

### Серия о Тайгере Мэнне
| Год  | Оригинальное название | Русский перевод                                                                     | Жанр  |
| ---- | --------------------- | ----------------------------------------------------------------------------------- | ----- |
| 1964 | Day of the Guns       | День ружей / День пистолетов / День револьверов / Тигр на свободе                   | Роман |
| 1965 | Bloody Sunrise        | Кровавый рассвет / Красный рассвет                                                  | Роман |
| 1965 | The Death Dealers     | Торговцы смертью                                                                    | Роман |
| 1966 | The By-Pass Control   | Обходной контроль / Короткое замыкание / Невозможно взорвать планету / Двойная игра | Роман |

### Серия о Райане
| Год  | Оригинальное название                                   | Русский перевод                                 | Жанр    |
| ---- | ------------------------------------------------------- | ----------------------------------------------- | ------- |
| 1959 | Me, Hood                                                | Я, гангстер / Я гангстер / Профессия — гангстер | Повесть |
| 1964 | Return of the Hood / Revenge of the Hood / The Big Bang | Возвращение гангстера                           | Повесть |

### Другие
| Год  | Оригинальное название                            | Русский перевод | Жанр              |
| ---- | ------------------------------------------------ | --- | ----------------- |
| 1951 | The Long Wait                                    | Долгое ожидание / Долгие дни ожидания / Двойник / Называй меня по-прежнему — Джонни / Роковые двойники | Роман             |
| 1960 | The Seven Year Kill                              | Убийство длиной в семь лет / Убийство через семь лет | Повесть           |
| 1961 | The Deep                                         | Дип / Возвращение Дипа, или Жизнь над бездной / Крутая игра / Крупная игра / Игра по-крупному / Одиночка | Роман             |
| 1961 | Kick It Or Kill!                                 | Ударь или убей! / Брось или убей | Повесть           |
| 1962 | The Affair with the Dragon Lady                  | Роман с Леди-Дракон | Рассказ           |
| 1964 | The Bastard Bannerman                            | Ублюдок Бэннерман / Ублюдок Баннермен / Я — Баннермен | Повесть           |
| 1964 | The Flier / Hot Cat                              | Пилот | Повесть           |
| 1965 | Killer Mine                                      | Мой убийца / Враг мой | Повесть           |
| 1965 | One Man Alone / Death of the Too-Cute Prostitute | Сам за себя / Оторванный палец / Сладкий запах смерти / Человек в одиночестве | Повесть           |
| 1967 | The Delta Factor                                 | Дельта-фактор / Фактор Дельта / Фактор «Дельта» | Роман             |
| 1972 | The Erection Set                                 | Под крышкой гроба / Капкан на наследника / Капкан для наследников | Роман             |
| 1973 | The Last Cop Out                                 | Коп вышел из игры / Коп выбыл из игры / Последний коп выбыл из игры / Коп ушёл / Кэп ушёл / Отряд палачей / …и полицейский уходит | Роман             |
| 1979 | The Day The Sea Rolled Back                      | Когда море отхлынуло |                   |
| 1982 | The Ship That Never Was                          | |                   |
| 1984 | Tomorrow I Die (edited by Max Allan Collins)     | Я умру завтра (под редакцией Макса Аллана Коллинза): Tomorrow I Die — Смерть придет завтра (1956) The Girl Behind the Hedge / The Lady Says Die — Девушка за изгородью (1953) Stand Up and Die! — Встань и умри! (1958) The Pickpocket — Карманник (1954) The Screen Test of Mike Hammer — Кинопроба на Майка Хаммера (1955) Sex Is My Vengeance — Моя месть — секс / Сладкая месть (1984) Trouble… Come and Get It — Внимание… Соберись и действуй! (1941) The Gold Fever Tapes — Записи о «золотой лихорадке» (1973) Everybody’s Watching Me — Все следят за мной (1953) | Сборник рассказов |
| 2003 | Something Down There                             | Пожиратель лодок |                   |

## Издания на русском языке
- Микки Спиллейн. Путь к сердцу мужчины / перевод Евгения Теплицкого. — Рига: «Грамата», 1991. — 176 с. — 100 000 экз.
- Микки Спиллейн. Собрание сочинений в 9 т. / Пер. с англ.. — Москва: Центр СКИП, 1991. — Т. 1-9. — 3888 с.
- Микки Спиллейн. 15 романов в 5 томах / Пер. с англ.. — Ташкент: Фемида, 1991. — Т. 1-5.
- Микки Спиллейн. Собрание сочинений в 10 т. / Пер. с англ.. — Москва: «Ренессанс», 1992. — Т. 1. — 200 000 экз.
- Микки Спиллейн. Собрание сочинений в 6 томах / Пер. с англ.. — Харьков: Прапор, 1993. — Т. 1-6.
- Микки Спиллейн. Собрание сочинений в 7 томах / Пер. с англ.. — Минск: Полиор, Эридан, 1996. — Т. 1-7.
- Микки Спиллейн. Полное собрание сочинений / Пер. с англ.. — Москва: Центрполиграф, 1998. — Т. 1-10.
- Микки Спиллейн. Полное собрание сочинений / Пер. с англ.. — Москва: Центрполиграф, 2003-2004. — Т. 1-10.
- Микки Спиллейн. Кровавый рассвет / Пер. с англ.. — Мастера остросюжетного детектива. — Москва: Центрполиграф, 1992. — Т. Выпуск 1. — 510 с.
- Микки Спиллейн. Большое убийство / Пер. с англ.. — Москва: Центрполиграф, 1992. — Т. Выпуск 4. — 494 с. — (Мастера остросюжетного детектива).
- Микки Спиллейн. Месть — мое личное дело / Пер. с англ.. — Москва: Центрполиграф, 1992. — Т. Выпуск 7. — 448 с. — (Мастера остросюжетного детектива).
- Микки Спиллейн. Шанс выжить — ноль / Пер. с англ.. — Москва: Центрполиграф, 1993. — Т. Выпуск 9. — 560 с. — (Мастера остросюжетного детектива).
- Микки Спиллейн. Фактор Дельта / Пер. с англ.. — Мастера остросюжетного детектива. — Москва: Центрполиграф, 1996. — Т. Выпуск 83. — 496 с.
- Микки Спиллейн. Мой убийца / Пер. с англ.. — Мастера остросюжетного детектива. — Москва: Центрполиграф, 1996. — Т. Выпуск 86. — 496 с.
- Микки Спиллейн. Я умру завтра / Пер. с англ.. — Мастера остросюжетного детектива. — Москва: Центрполиграф, 1997. — Т. Выпуск 107. — 496 с.

## Фильмы по его книгам
- 1953 — Суд — это я
- 1954 — Долгое ожидание
- 1955 — Целуй меня насмерть (фильм)
- 1957 — Мой револьвер быстр
- 1958-1959 — Mickey Spillane's Mike Hammer (персонажи)
- 1963 — Охотники за девушкой
- 1970 — Дельта фактор
- 1981 — Прибыль за убийство (ТВ) Margin for Murder (персонажи)
- 1982 — Я, суд присяжных / I, the Jury
- 1983 — Детектив "Майк Хаммер: Убей меня, убей себя (фильм) (персонажи)
- 1984-1987 — «Детектив Майк Хаммер» Mickey Spillane's Mike Hammer / позже The Return Of Mikey Spillane’s Mike Hammer (телесериал) (персонажи)
- 1986 — Детектив "Майк Хаммер: Возвращение Майка Хаммера" / The Return Of Mikey Spillane’s Mike Hammer (фильм) (персонажи)
- 1989 — Детектив "Майк Хаммер: Цепь убийств" / Mike Hammer: Murder Takes All (фильм) (персонажи)
- 1994 — Приди умри со мной (фильм) (персонажи)
- 1995 — Падшие ангелы (телесериал, 1995) — 2 сезон, эпизод Завтра я умру
- 1997-1998 Частный детектив Майк Хаммер / Mike Hammer, Private Eye (персонажи)